# AC 카르피
카르피 풋볼 클럽 1909(Carpi Football Club 1909 S.r.l.)는 에밀리아로마냐주 카르피를 연고로한 이탈리아의 축구단이다.
2014-15 시즌 세리에 B를 우승하면서 구단 역사상 처음으로 세리에 A로 승격했다. 이후 승격 한 시즌만에 세리에 B로 강등됐고 2018-19 시즌을 19위로 마무리 하며 세리에 C로 강등되어 2020-21 시즌 현재 세리에 D에 소속되어있다.

## 역사

### AC 카르피
클럽은 1909년 여름 지역의 학생 아돌포 판코니(Adolfo Fanconi)에 의해 Jucunditas(라틴어: 유쾌함)이라는 명칭으로 창단됐고 몇년 후에 AC 카르피(Associazione Calcio Carpi)라는 명칭으로 바꿨다. 1930년부터 리그에 참가한 이후 그들은 줄곧 세리에 C와 세리에 D에 있었다. 1997년에 카르피는 루이지 데 카니오 감독 지휘하에 리그에서 3위를 차지해 세리에 B 승강 플레이오프에서 몬차를 꺾으며 클럽의 가장 높은 순위를 기록했다. 2000년에 클럽은 급작스럽게 파산하며 세리에 D로 강등됐다.

### 카르피 FC 1909
칼초 카르피(Calcio Carpi)라는 새 명칭의 클럽이 에첼렌차 에밀리아–로마냐에 참가했었다. 그 클럽은 2002년까지 있던걸로 추정되었으며 세리에 D로 승격하여 도시의 두번째 팀 페트리 카르피(Petri Carpi)와 합병하였다.

## 색과 문양
팀의 색은 붉은색과 하얀색이다.

## 선수단

### 현재 선수 명단
2020년 1월 31일 기준

참고: FIFA 자격 규정에 따라 소속된 국가대표팀 국기를 표시합니다. 선수는 복수의 FIFA 비회원국 국적을 가지고 있을 수 있습니다.
| 번호 | 포지션 | 국적                  | 이름                                |
| ---- | ------ | --------------------- | ----------------------------------- |
| 1    | GK     |                       | 안드레아 로시니                     |
| 2    | DF     |                       | 스테파노 로소니                     |
| 3    | DF     |                       | 다니엘레 사르지 푸티니              |
| 4    | MF     |                       | 이그나지오 카르타                   |
| 5    | DF     |                       | 엔리코 페찌 (주장)                  |
| 6    | DF     |                       | 파비오 바로리                       |
| 7    | DF     |                       | 에로스 펠레그리니                   |
| 8    | MF     | 튀니지                | 사브르 레이에흐                     |
| 9    | FW     |                       | 피에트로 지안치 (테라모에서 임대)   |
| 10   | MF     | 보스니아 헤르체고비나 | 다리오 샤리치                       |
| 11   | FW     |                       | 크리스티안 카를레티                 |
| 13   | DF     | 몬테네그로            | 미느엘 샤보티치                     |
| 14   | MF     |                       | 필리포 벨리니                       |
| 15   | DF     |                       | 알레산드로 리지                     |
| 16   | DF     | 슬로바키아            | 아틸라 바르가                       |
| 17   | MF     |                       | 안드레아 마르기니 (키에보에서 임대) |
| 18   | MF     |                       | 조르조 만티니 (페르마나에서 임대)   |

| 번호 | 포지션 | 국적         | 이름                                   |
| ---- | ------ | ------------ | -------------------------------------- |
| 19   | FW     |              | 미셸 바노                              |
| 20   | MF     | 슬로베니아   | 에네즈 옐레니치                        |
| 21   | MF     |              | 알베르토 마로니                        |
| 22   | GK     |              | 토마소 노빌레 (프로 베르첼리에서 임대) |
| 23   | FW     |              | 사무엘레 마우리치                      |
| 25   | GK     |              | 지안마르코 셀레스트                    |
| 26   | DF     |              | 마테오 로몰리노                        |
| 27   | MF     | 코트디부아르 | 라미네 푸파나                          |
| 28   | FW     |              | 톰마소 비아시                          |
| 30   | FW     |              | 다비데 마스타지 (파르마에서 임대)      |
| 31   | FW     |              | 로렌조 시모네티 (파르마에서 임대)      |
| 33   | MF     |              | 마테오 보카치니                        |
| 34   | FW     |              | 빈센조 톰마소네(인터밀란에서 임대)     |

## 역대 감독
| 감독           | 임기        |
| -------------- | ----------- |
| 잔니 데 비아시 | 1993 ~ 1996 |